# T.J. Maher
T.J. Maher este un om politic irlandez, membru al Parlamentului European în perioada 1979-1984 din partea Irlandei. 